# プランク粒子
プランク粒子（プランクりゅうし、Planck particle）は、コンプトン波長がシュヴァルツシルト半径に一致する微小なブラックホールとして定義される仮想的な素粒子のことを指す。
プランク粒子の質量はプランク質量に一致し、プランク粒子のコンプトン波長とシュヴァルツシルト半径はプランク長に一致することが定義から導かれる。プランク粒子はサイズが極小で質量が重い素粒子であり、例えば、陽子に比べるとプランク粒子は半径が約10−20倍、質量が約1019倍になる。
プランク粒子のような素粒子はホーキング輻射で消滅してしまうため、プランク粒子の寿命は、理論的に測定可能な最小の時間であるプランク時間の0.26倍、すなわち1.38×10−44秒となる。
プランク粒子は仮想的な素粒子だが、物理学上の素粒子としての存在可能性については議論がある。